# سدادة المؤخرة
سدادة المؤخرة هي لعبة جنسية مصممة لإدخالها في المستقيم من أجل المتعة الجنسية. تشبه القضيب الاصطناعي من بعض النواحي ولكنها تميل إلى أن تكون أقصر ولها طرف ذو حواف لمنع الجهاز من الضياع داخل المستقيم.

## التاريخ
صُمِّمت موسعات المستقيم في الأصل للاستخدامات العلاجية وسُوّقت لاحقاً بمصطلحات مثل موسعات المستقيم المثالية للدكتور يونغ، والتي سُوّقت كعلاج للجنون والإمساك. في أواخر القرن العشرين، بدأ تسويق أجهزة مماثلة على أنها ألعاب جنسية.